# Lawrence Morley
Lawrence (Whitaker) Morley (19 tháng 2 năm 1920 – 22 tháng 4 năm 2013) là một nhà địa vật lý Canada. Ông nổi tiếng với nghiên cứu về tính chất từ của vỏ đại dương và những ảnh hưởng của chúng đến kiến tạo mảng.

## Tiểu sử
Morley làm việc cùng với Britons Fred Vine và Drummond Matthews, là những người có cống hiến quan trọng cho địa chất học liên quan đến tính chất từ của vỏ đại dương và những ảnh hưởng của nó đến học thuyết kiến tạo mảng, với giả thuyết Morley-Vine-Matthews. Sau khi tốt nghiêp Đại học Toronto, Morley làm giám đốc bộ phận địa vật lý của Cục khảo sát Địa chất Canada ở Ottawa (1950 – 1969). Năm 1970, ông thành lập Trung tâm Viễn thám Canada và làm tổng giám đốc cho đến năm 1979.
Năm 1974, Morley nhận bằng danh dự của Đại học York. Ông đã tiếp cận Khoa khoa học của Trường đại học từ năm 1985 để thúc đẩy thành lập viện nghiên cứu không gian, và ông đã thành lập năm 1986 với tên Viện Khoa học Trái Đất và Không gian (Institute for Space and Terrestrial Science - ISTS).
Morley làm sĩ quan radar trong Hải quân Hoàng gia Canada trong trận chiến Đại Tây Dương trong thế chiến thứ hai. Ông đã công bố hơn 65 bài báo khoa học và công nghệ thăm dò mỏ và viễn thám.